# Olympische Sommerspiele 2020/Teilnehmer (Kap Verde)
| Gelbes Symbol für Goldmedaillen mit stilisierten Olympischen Ringen | Graues Symbol für Silbermedaillen mit stilisierten Olympischen Ringen | Braundes Symbol für Bronzemedaillen mit stilisierten Olympischen Ringen |
| ------------------------------------------------------------------- | --------------------------------------------------------------------- | ----------------------------------------------------------------------- |
| —                                                                   | —                                                                     | —                                                                       |

Kap Verde nahm an den Olympischen Spielen 2020 in Tokio teil. Es war die insgesamt siebte Teilnahme an Olympischen Sommerspielen. Das Comité Olímpico Caboverdiano nominierte sechs Athleten in fünf Sportarten.

## Teilnehmer nach Sportarten

### Boxen
| Athleten              | Wettbewerb               | 1. Runde | 1. Runde | Achtelfinale | Achtelfinale | Viertelfinale | Viertelfinale | Halbfinale    | Halbfinale    | Finale        | Finale        | Rang |
| Athleten              | Wettbewerb               | Gegner   | Ergebnis | Gegner       | Ergebnis     | Gegner        | Ergebnis      | Gegner        | Ergebnis      | Gegner        | Ergebnis      | Rang |
| --------------------- | ------------------------ | -------- | -------- | ------------ | ------------ | ------------- | ------------- | ------------- | ------------- | ------------- | ------------- | ---- |
| Männer                |                          |          |          |              |              |               |               |               |               |               |               |      |
| Daniel Varela de Pina | Fliegengewicht bis 52 kg | Freilos  | Freilos  | S. Zoirov    | 0:5          | ausgeschieden | ausgeschieden | ausgeschieden | ausgeschieden | ausgeschieden | ausgeschieden | 9    |

### Judo
| Athleten         | Wettbewerb | 1. Runde    | 1. Runde | Achtelfinale  | Achtelfinale | Viertelfinale | Viertelfinale | Halbfinale / Trostrunde | Halbfinale / Trostrunde | Finale / Platz 3 | Finale / Platz 3 | Rang |
| Athleten         | Wettbewerb | Gegner      | Ergebnis | Gegner        | Ergebnis     | Gegner        | Ergebnis      | Gegner                  | Ergebnis                | Gegner           | Ergebnis         | Rang |
| ---------------- | ---------- | ----------- | -------- | ------------- | ------------ | ------------- | ------------- | ----------------------- | ----------------------- | ---------------- | ---------------- | ---- |
| Frauen           |            |             |          |               |              |               |               |                         |                         |                  |                  |      |
| Sandrine Billiet | bis 63 kg  | F. Hojiyeva | 10:0s1   | C. Agbegnenou | 0:10         | ausgeschieden | ausgeschieden | ausgeschieden           | ausgeschieden           | ausgeschieden    | ausgeschieden    | 9    |

### Leichtathletik
Laufen und Gehen 
| Athleten       | Wettbewerb   | Runde 1 | Runde 1 | Halbfinale    | Halbfinale    | Finale        | Finale        | Rang          |
| Athleten       | Wettbewerb   | Zeit    | Rang    | Zeit          | Rang          | Zeit          | Rang          | Rang          |
| -------------- | ------------ | ------- | ------- | ------------- | ------------- | ------------- | ------------- | ------------- |
| Männer         |              |         |         |               |               |               |               |               |
| Jordin Andrade | 400 m Hürden | 50,64 s | 7       | ausgeschieden | ausgeschieden | ausgeschieden | ausgeschieden | ausgeschieden |

### Schwimmen
| Athleten   | Wettbewerb    | Vorlauf     | Vorlauf | Halbfinale    | Halbfinale    | Finale        | Finale        | Rang |
| Athleten   | Wettbewerb    | Zeit        | Rang    | Zeit          | Rang          | Zeit          | Rang          | Rang |
| ---------- | ------------- | ----------- | ------- | ------------- | ------------- | ------------- | ------------- | ---- |
| Frauen     |               |             |         |               |               |               |               |      |
| Jayla Pina | 100 m Brust   | 1:16,96 min | 40      | ausgeschieden | ausgeschieden | ausgeschieden | ausgeschieden | 40   |
| Männer     |               |             |         |               |               |               |               |      |
| Troy Pina  | 50 m Freistil | 25,97 s     | 58      | ausgeschieden | ausgeschieden | ausgeschieden | ausgeschieden | 58   |

### Turnen

#### Rhythmische Sportgymnastik
| Athletinnen  | Wettbewerb | Qualifikation | Qualifikation | Finale        | Finale        | Rang |
| Athletinnen  | Wettbewerb | Punkte        | Rang          | Punkte        | Rang          | Rang |
| ------------ | ---------- | ------------- | ------------- | ------------- | ------------- | ---- |
| Frauen       |            |               |               |               |               |      |
| Márcia Lopes | Einzel     | 42,850        | 26            | ausgeschieden | ausgeschieden | 26   |